# Ctimene obsoleta
Ctimene obsoleta är en fjärilsart som beskrevs av W. Warren 1899. Ctimene obsoleta ingår i släktet Ctimene och familjen mätare. Inga underarter finns listade i Catalogue of Life.